# 359 Георгія
359 Георгія (359 Georgia) — астероїд головного поясу, відкритий 10 березня 1893 року Огюстом Шарлуа у Ніцці.
Названий на честь Георга II — короля Великої Британії, засновника Геттінгенського університету. Присвоєння назви відбулося у 1902 році на з'їзді Астономічної спілки в Геттінгені.